# Gambroides rangaparensis
Gambroides rangaparensis är en stekelart som beskrevs av Jonathan 1980. Gambroides rangaparensis ingår i släktet Gambroides och familjen brokparasitsteklar. Inga underarter finns listade i Catalogue of Life.